# Зодијак (филм)
Зодијак (енгл. Zodiac) је амерички мистериозни трилер филм из 2007. године у режији Дејвида Финчера а по сценарију Џејмса Вандербилта. Филм је заснован на истоименој монографској књизи из 1986. коју је написао Роберт Грејсмит. У главним улогама су Џејк Џиленхол, Роберт Дауни Млађи, Марк Рафало, Ентони Едвардс, Брајан Кокс, Елајас Котеас, Донал Лог, Џон Керол Линч и Дермот Малрони.
Филм је добио генерално позитивне критике и добро је прихваћен од стране публике и критичара, публика са сајта Ротен томејтоуз га је оценила са 77% док је од стране критичара са истог сајта добио проценат од 89%. Номинован је за неколико награда, а Финчер је освојио награду за најбољег режисера од стране круга даблинских филмских критичара 2007.
Укупна зарада од филма процењује се на више од 84 милиона долара. У анкети критичара за најбоље филмове 21. века коју је ББЦ спровео 2016. године, Зодијак је био рангиран на 12. месту.

## Радња
4. јула 1969. године непознати мушкарац пиштољем напада Дарлин Ферин и Мајка Магваја на стази љубавника у Валеју, Калифорнија. Дарлин умире, док Мајк преживи.
Месец дана касније новинари у Сан Франциску добијају шифровано писмо које је написао убица називајући себе Зодијак, прети да ће убити десетак људи ако не буде објављена његова шифрована порука која садржи његов идентитет. Цртач Роберт Грејсмит претпоставља да његов идентитет није у поруци, док новинар кривичних дела Пол Ејвери и уредници не схватају озбиљно писмо и искључени су из почетних детаља о писму. Када новине објаве писмо, брачни пар их дешифрује. У септембру, убица избоде студента права Брајана Хартнела и Сесилију Шепар. Брајан преживи, док Сесилија бива мртва.
У бару Ејвери у почетку исмева Грејсмита али касније започињу разговор о шифрованим Зодијаковим словима. Грејсмит тумачи писмо Ејверију, што овај сматра корисним, и започињу размену информација. Грејсмит сматра да се Зодијаково гледање на човека као најопаснију животињу од свих односи на филм Најопаснија игра, у којем се приказује злобни гроф Зароф, човек који лови људе.
Две недеље касније, таксиста Пол Стејн, убијен је у градском округу. Полицијски инспектор Сан Франциска Дејв Тоши и његов партнер Бил Армстронг овом случају су додељени од стране капетана Мартија Лија, блиско сарађују са наредником Џеком Муланаком у Валеју и капетаном Кеном Нарловом из Напе. Касније Зодијак захтева да разговора телефоном са адвокатом Мелвином Белијем у телевизијској емисији која иде уживо у програм. У том разговору убица Белију говори како има страшне главобоље и да му је потребна помоћ...
1971. године, полицајци Дејв Тоши, Бил Армстронг и Муланак испитују Артура Лиа Алена, осумњиченог за убиство у Валеју. Дејв примећује да Ален на руци носи ручни сат марке Зодијак, са истом ознаком коју је често користио и убица у својим писмима и Дејв га осумњичи. Међутим, испоставља да Ален није убица на основу испитаног рукописа који је упоређен са Зодијаковим рукописом мада Дејв Тоши сумња да Ален пише са обе руке. Ејвери прима писмо у којем му Зодијак прети смрћу, постајући параноичан због писма које је добио од убице, окреће се алкохолу. На премијери филма Прљави Хари Грејсмит се упознаје са Тошијем.
1978. године Ејвери напушта посао. Грејсмит упорно покушава да контактира Тошија да би му рекао оно што је сазнао о убиствима Зодијака и на крају га импресионира својим познавањем случаја. Иако Тоши не може директно да да Грејсмиту приступ доказима, он даје имена других полицијских одељења која су повезана са убиствима које је починио Зодијак. Армстронг, Тошијев партнер у случају Зодијак, прелази из полиције Сан Франциска на другу позицију јер је тражио премештај, а Тоши је понижен због наводног фалсификовања Зодијаковог писма које је стигло после дугог низа година.
Грејсмит наставља властиту истрагу о случају Зодијак, и даје телевизијски интервју о књизи коју пише о Зодијаку. Недуго затим почиње да прима и телефонске позиве са чудним гласом. Како се његова опсесија продубљује, Грејсмит губи посао, а супруга Мелани га напушта, одводећи са собом децу. Грејсмит сазнаје да је Ален Ли живео близу Дарлин Ферин и да ју је вероватно познавао и да му се рођендан поклапа са оним који је дао Зодијак када је разговарао са једном од служавки Мелвина Белија. Иако се на први поглед чини да сви докази указују на његову кривицу, физички докази, попут отисака прстију и узорци рукописа, не наводе на њега. Године 1983. Грејсмит прати Алена до продавнице у Валеју, где је запослен као продавац, гледају један у другог пре него што Грејсмит оде. Осам година касније, Мајк Магвај идентификује Алена на фотографији као нападача који је пуцао на њега. На одјавној шпици пише како је Ален преминуо од фаталног застоја срца пре него што му је донета пресуда, а да се случај Зодијак још увек води као отворен, мада је за сада једини осумњичени Артур Ли Ален.

## Улоге
| Глумац             | Улога                |
| ------------------ | -------------------- |
| Џејк Џиленхол      | Роберт Грејсмит      |
| Роберт Дауни Млађи | Пол Ејвери           |
| Марк Рафало        | Дејв Тоши            |
| Ентони Едвардс     | инспектор Вилијамс   |
| Брајан Кокс        | Мелвин Бели          |
| Елајас Котеас      | наредник Џек Муланак |
| Донал Лог          | Кен Нарлоу           |
| Џон Керол Линч     | Артур Ли Ален        |
| Дермот Малрони     | капетан Maрти Ли     |
| Клои Севињи        | Мелани               |
| Ли Норис           | Мајк Мажо            |
| Филип Бејкер Хол   | Шервуд Морил         |
| Џим Дајана Рафаил  | гђа. Тоши            |
| Џон Тери           | Чарлс Териот         |
| Џими Симпсон       | Мајк Мажо            |
| Џон Гец            | Темплтон Пек         |
| Зак Гренијер       | Мел Николај          |
| Сијера Хјуз        | Дарлин Ферин         |
| Пел Џејмс          | Сесилија Шепар       |
| Адам Голдберг      | Дафи Џенингс         |
| Кенди Кларк        | Керол Фишер          |
| Џон Енис           | Тери Паско           |
| Зекари Сауерс      | Арон Грејсмит        |
| Мика Сауерс        | Дејвид Грејсмит      |
| Пол Шулц           | Санди Пазарела       |
| Патрик Скот Луис   | Брајан Хартнел       |
| Џулз Браф          | Катарина Ален        |